# Sergio Castellitto
Sergio Castellitto, född 18 augusti 1953 i Rom, är en italiensk skådespelare, filmregissör och filmproducent.

## Biografi
Sergio Castellitto föddes i Rom 1953, med föräldrar från Molise och Abruzzo i södra Italien. Efter att ha tagit examen från Silvio D'Amico National Academy of Dramatic Art 1978 inledde han sin teaterkarriär vid Teatro di Roma med Mått för mått av William Shakespeare. Han medverkade också i andra pjäser, såsom La Madre av Bertolt Brecht, Köpmannen i Venedig och Candelaio av Giordano Bruno.
Vid Teatro di Genova spelade han rollen som Tuzenbach i Tre systrar av Anton Tjechov och Jean i Fröken Julie av August Strindberg, båda i regi av Otomar Krejča. Under de följande åren medverkade han även i teaterproduktioner som L'infelicità senza desideri och Piccoli equivoci vid Festival dei Due Mondi i Spoleto. Han framträdde också i Barfota i parken av Neil Simon.

## Utmärkelser
Castellitto har bland annat vunnit tre David di Donatello-priser för sina insatser.

## Filmografi i urval
- 1987 – Familjen (roll)
- 1988 – Det stora blå (roll)
- 1988 – Kärlek och fruktan (roll)
- 1994 – Stjärnornas man (roll)
- 2001 – Bella Martha (roll)
- 2002 – L'ora di religione (roll)
- 2004 – Stanna här (manus, regi, roll)
- 2006 – Il regista di matrimoni (roll)
- 2006 – Paris, je t'aime (delen Bastille, roll)
- 2008 – Berättelsen om Narnia: Prins Caspian (roll)
- 2012 – Twice Born (regi)
- 2021 – En liten bokhandel i Paris (manus, regi, roll)
- 2024 – Konklaven (roll)